# 賈加蒂特棉紡足球會
賈加蒂特棉紡足球俱樂部（英語：Jagatjit Cotton & Textile Mills Football Club），是一家設於印度旁遮普邦帕格瓦拉的足球俱樂部，建立於1971年，主要業主為薩米爾·塔帕爾（Samir Thapar）所領導的賈加蒂特棉紡，球隊曾於旁遮普邦超級聯賽（Punjab State Super League，PFA）與印度頂級聯賽印度足球甲級聯賽參賽，2011年時宣布俱樂部解散。
賈加蒂特棉紡是印度近代發展非常成功的足球俱樂部，並在旁遮普邦與印度北部非常出名，並為旁遮普邦足球扮演著重要的腳色。俱樂部曾贏得多項足球錦標賽冠軍，並在首屆國家足球聯盟賽季便一舉拿下總冠軍，球隊發展迅速歸功於業主薩米爾·塔帕爾熱愛足球的關係。

## 歷史
賈加蒂特棉紡足球俱樂部成立於1971年，然而在1974年，一些來自賈朗達爾頂級足球隊的選手加入後，俱樂部才正式被認可。在當時最有名的加入選手為因德爾·辛格，他曾是印度國家足球隊隊長，並在1969年獲得阿君娜大獎足球獎。在1960到1970年代期間，賈加蒂特棉紡一邊吸取其他足球俱樂部成功的經驗，一邊壯大俱樂部，讓賈加蒂特棉紡在之後成為印度國內其中之一發展非常成功的足球俱樂部。
1980年代期間，賈加蒂特棉紡加入旁遮普邦超級聯賽。1996年，賈加蒂特棉紡成為國家足球聯盟首屆12支參賽球隊其中之一，並在該屆拿下賽季總冠軍。2007年1月，賈加蒂特棉紡管理高層決定將俱樂部英文縮寫名JCT Mills FC改成JCT FC。
2008年5月，賈加蒂特棉紡宣布與英格蘭足球超級聯賽的伍尔弗汉普顿流浪者結為夥伴關係。
2011年6月20日，賈加蒂特棉紡高層宣布因對於印度國內對足球熱衷度不足，將在2010-11年印度足球甲級聯賽賽季結束後，解散足球俱樂部，但是俱樂部內的運作仍會持續進行，並且保證其足球學院仍會持續營運。
2012年8月2日，賈加蒂特棉紡高層與India On Track合作，準備再度組建新足球隊，並計畫在三年後，也就是在2015年重回印度足球乙級聯賽。

## 里程碑
賈加蒂特棉紡足球俱樂部是首支印度國內聘請外國籍擔任總教練。在印度盾锦标赛上，是印度國內首支非加爾各答地區奪得冠軍的俱樂部。

## 亞足聯冠軍聯賽
賈加蒂特棉紡至今只在1997年亞足聯冠軍聯賽出賽過一屆，並在該屆只進到第二圈，便遭到馬爾地夫足球聯賽的新拉迪恩體育會以2-1擊敗。
- 亞足聯冠軍聯賽

1997年：第二圈

## 著名球員
| - 喬·保羅·安泰里 - 般迪亞 - 卡爾頓·查普曼 - 蘇尼爾·捷希迪 - G.S. 帕爾馬（G.S. Parmar） - 因德爾·辛格 | - 卡拉尼基特·辛格 - 巴尔伊特·萨尼 - 巴爾萬特·辛格 - 格温达·辛格 - 帕明特星·辛格 - 雷尼迪·辛格 | - 苏克文德·辛格（Sukhwinder "Sukhi" Singh） - 馬尼·威嘉雅 - 阿斯特·刚戈里（Asit Ganguli） - 迪帕克·蒙達爾 |

## 球隊榮譽
在過去30年間，賈加蒂特棉紡足球俱樂部贏得多項印度國內足球錦標賽冠軍，並在印度盾锦标赛成為首支非加爾各答地區奪冠的球隊，以及在1996–97年印度國家足球聯盟首屆賽事便拿下賽季總冠軍。在印度足球甲級聯賽首屆賽事期間，賈加蒂特棉紡以季軍收場。俱樂部在旁遮普邦足球聯賽贏得10次冠軍，在杜蘭德盃贏得5次冠軍。
- 國家足球聯盟

冠軍：1996/97年（1次）
- 杜蘭德盃

冠軍：1976年、1983年、1987年、1992年、1996年（5次）
- 印度聯合會盃

冠軍：1995年、1996年（2次）
- 印度盾锦标赛（英语：IFA Shield）

冠軍：1996年（1次）
- 旁遮普邦足球聯賽

冠軍：1987年、1990/91年、1991年、1995年、2002年、2003年、2004年、2005年、2006年、2015年（10次）
- Gurdarshan紀念盃

冠軍：1982年、1983年、1985年、1988年、1989年、1990年、1992年、1995年、2001年、2002年（10次）
- 薩特耐吉盃

冠軍：1976年、1979年、1985年、1995年（4次）
- Madura Coats盃

冠軍：1978年（1次）
- Scissors盃

冠軍：1995年（1次）
- 流浪者盃（英语：Rovers Cup）

冠軍：1997年（1次）
- 沙希德·阿扎姆·沙希德·巴格特·辛格紀念盃

冠軍：2002年（1次）
- Principal Harbhajan Singh紀念盃

冠軍：2005年（1次）

## 學院
賈加蒂特棉紡足球俱樂部擁有自己的足球學院，專門培養足球青年選手，雖然2011年時高層宣布解散職業足球隊，但足球學院仍維持運作。2011年，賈加蒂特棉紡足球學院青年隊在2011年印度19歲以下足球聯賽獲得總冠軍。

### 青年隊榮耀
印度足球乙級聯賽
- 印度19歲以下足球聯賽（英语：I-League U19）

冠軍：2011年（1次）

## 外部連結
- 官方網站 （页面存档备份，存于）
- JCT Mills on Football Database （页面存档备份，存于）
- . tribuneindia.com.   [2014-11-06]. （原始内容存档于2016-03-05）.
- . tribuneindia.com.   [2014-11-06]. （原始内容存档于2016-03-05）.
- . tribuneindia.com.   [2014-11-06]. （原始内容存档于2017-11-13）.
- . tribuneindia.com.   [2014-11-06]. （原始内容存档于2016-03-05）.